# بزرگ خیلی بزرگ
بزرگ خیلی بزرگ فیلمی به کارگردانی و نویسندگی فرزین مهدی پور ساختهٔ سال ۱۳۷۵ است.

## خلاصه داستان
نویسنده‌ای پا به سن گذاشته تصمیم می‌گیرد تا یکی از بزرگ‌ترین آرزوهای دوران کودکی خود را برآورده کند. در این راه نوه اش که پسر بچه‌ای باهوش و زیرک است، او را همراهی می‌کند. ارتباط عاطفی و معنوی پدربزرگ و نوه تسلط قدرت روحی انسان بر جسم، موضوع اصلی این قصه است.

## بازیگران
- داوود رشیدی
- رضا بابک
- هادی محمددوست
- پریدخت اقبالپور
- قدرت‌الله صالحی
- علی امیدوار
- مریم کاظمی
- ملیحه موسوی
- افسانه صفوی
- میترا حکیم هاشمی
- امیر ملکی
- حامد امیری
- سید عباس موسوی
- احمدرضا اسعدی